# March ör Die
March or Die, hårdrocksgruppen Motörheads trettonde album, utgivet 1992. Skivan är enligt musikkritiker en av deras bättre.
På låten I Ain't No Nice Guy är även Ozzy Osbourne med och sjunger samt Slash spelar gitarrsolot.

## Låtlista
1. StandSlash (musiker)
2. Cat Scratch Fever
3. Bad Religion
4. Jack The Ripper
5. I Ain't No Nice Guy
6. Hellraiser
7. Asylum Choir
8. Too Good To Be True
9. You Better Run
10. Name In Vain
11. March Or Die